# Carretera de Nebraska 25
La Carretera de Nebraska 25 (en inglés: Nebraska Highway 25) y abreviada NE 25, con una longitud de 87,56 millas (140,9 km), es una carretera estatal de sentido sur-norte ubicada en el estado estadounidense de Nebraska. La Carretera de Nebraska 25 se inicia en su extremo sur en la frontera de Kansas en el término meridional en Trenton y en el norte en la U.S. Route 30 en  Sutherland.

## Cruces
Los principales cruces de la Carretera de Nebraska 25 son las siguientes:
| Condado   | Ubicación  | Millas      | Cruces     | Notas                        |
| --------- | ---------- | ----------- | ---------- | ---------------------------- |
| Hitchcock |            | 0.00        | KS 25 Sur  | Extremo sur, frontera Kansas |
| Hitchcock | Trenton    | 14.78       | US 34      |                              |
| Hitchcock |            | 22.80       | US 6       |                              |
| Hayes     |            | 30.14       | NE 25A Sur |                              |
| Lincoln   | Wallace    | 63.60       | NE 23      |                              |
| Lincoln   | Sutherland | 85.81-85.83 | I 80       | I-80 salida 158              |
| Lincoln   | Sutherland | 87.56       | US 30      | Terminal norte               |